# Arthur Fagen
Arthur Fagen (né en 1951 à New York) est un chef d'orchestre américain.

## Biographie
Né à New York, il y étudie la direction d'orchestre auprès de Laszlo Halasz. Il poursuit ses études à l'Institut Curtis auprès de Max Rudolf, puis au Mozarteum de Salzburg avec Hans Swarowsky. Il devient ensuite l'assistant des chefs Christoph von Dohnanyi à l'opéra de Francfort et James Levine au Metropolitan Opera.
Dans les années 1990, il enregistre les symphonies et les concertos pour piano de Bohuslav Martinů.
Il est nommé chef principal de l'Orchestre philharmonique de Dortmund de 2002 à 2007.
Il est le directeur musical de l'opéra d'Atlanta depuis 2010. Il enseigne la direction d'orchestre à l'école de musique Jacobs de l'Université de l'Indiana.